# Múscul milohioidal
El múscul milohioidal (musculus mylohyoideus), està situat per sobre del ventre anterior del digàstric. És un múscul aplanat i irregularment quadrilàter, que constitueix amb el mateix múscul del costat oposat la base de la boca.:987:212 Té el seu origen, per dalt, en la línia obliqua interna o línia milohioidal de la mandíbula. Des d'allà els seus fascicles es dirigeixen cap avall i endins, cap a la línia mitjana, i s'insereixen:
- Els fascicles posteriors, en el mateix os hioide -a la cara anterior-.
- Els fascicles anteriors, en el rafe aponeuròtic central (línia blanca suprahioidal), que s'estén des d'aquest os fins a la símfisi mentoniana. No és estrany veure alguns feixos del milohioidal que, sense interrupció, passen d'un costat a l'altre.

Cal observar en el milohioidal una cara superficial, una cara profunda i una vora posterior.
- La seva cara superficial o inferior està coberta pel ventre anterior del digàstric, per la glàndula submandibular i pel platisma.
- La seva cara profunda o superior, envolta el costat de la boca, i es relaciona amb els músculs estiloglòs, hioglòs, geniohioidal, els nervis lingual i hipoglòs major, el conducte de Wharton, la glàndula sublingual i, en alguns punts, amb la mucosa de la boca.

La vora posterior, recolzat sobre l'hipoglòs, està embolcallat per la glàndula submandibular i envoltat de baix a dalt pel conducte de Wharton.
Està irrigat principalment per l'artèria submentoniana, per l'artèria milohioidal –una branca de l'artèria alveolar inferior– i, de manera inconstant, per petites branques del lingual. Està innervat pel nervi milohioidal, branca de l'alveolar inferior, que distribueix múltiples fibres nervioses per la cara inferior del múscul. el nervi milohioidal dona innervació motora al múscul.:987
El milohioidal eleva el cos de l'os hioide, la base de la boca i la llengua, i pot aplicar fortament la llengua contra el paladar, exercint d'aquesta manera un paper important en el primer moments de la deglució i en la parla. Quan altres músculs fixen l'os hioide, llavors el milohioidal deprimeix la mandíbula.:987

## Imatges

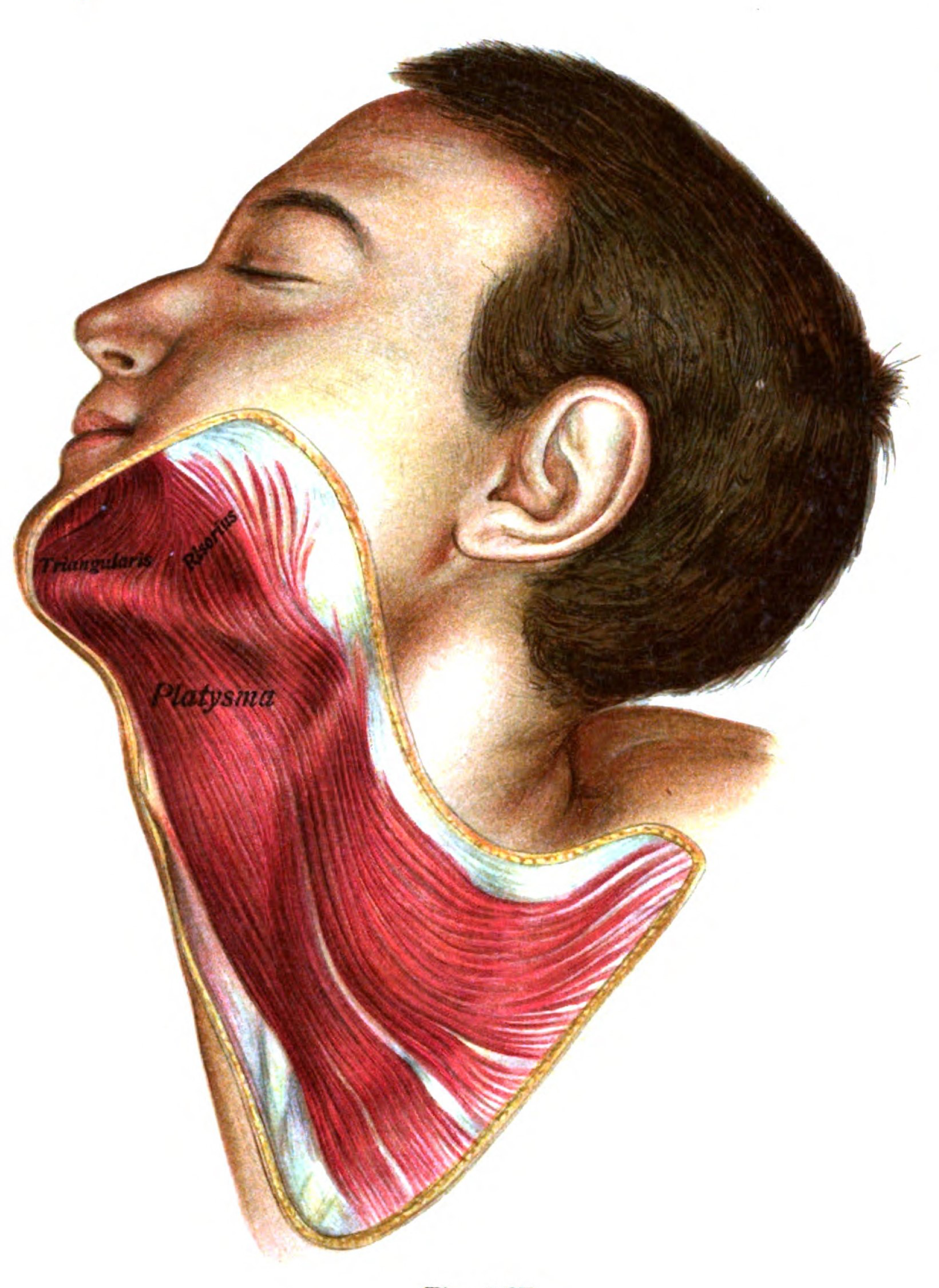
El múscul milohioidal es troba sota el múscul cutani del coll.
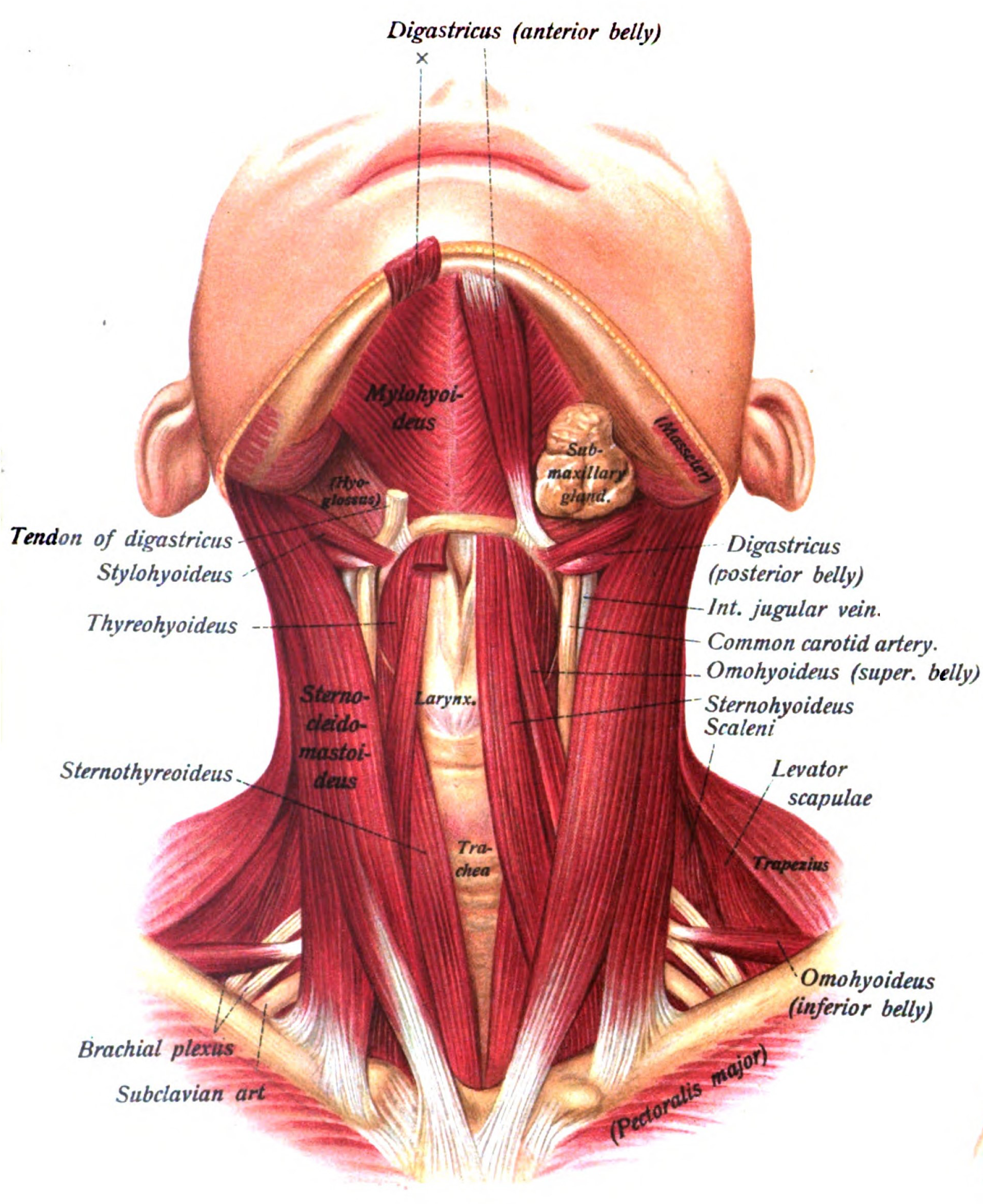
Vista anterior.
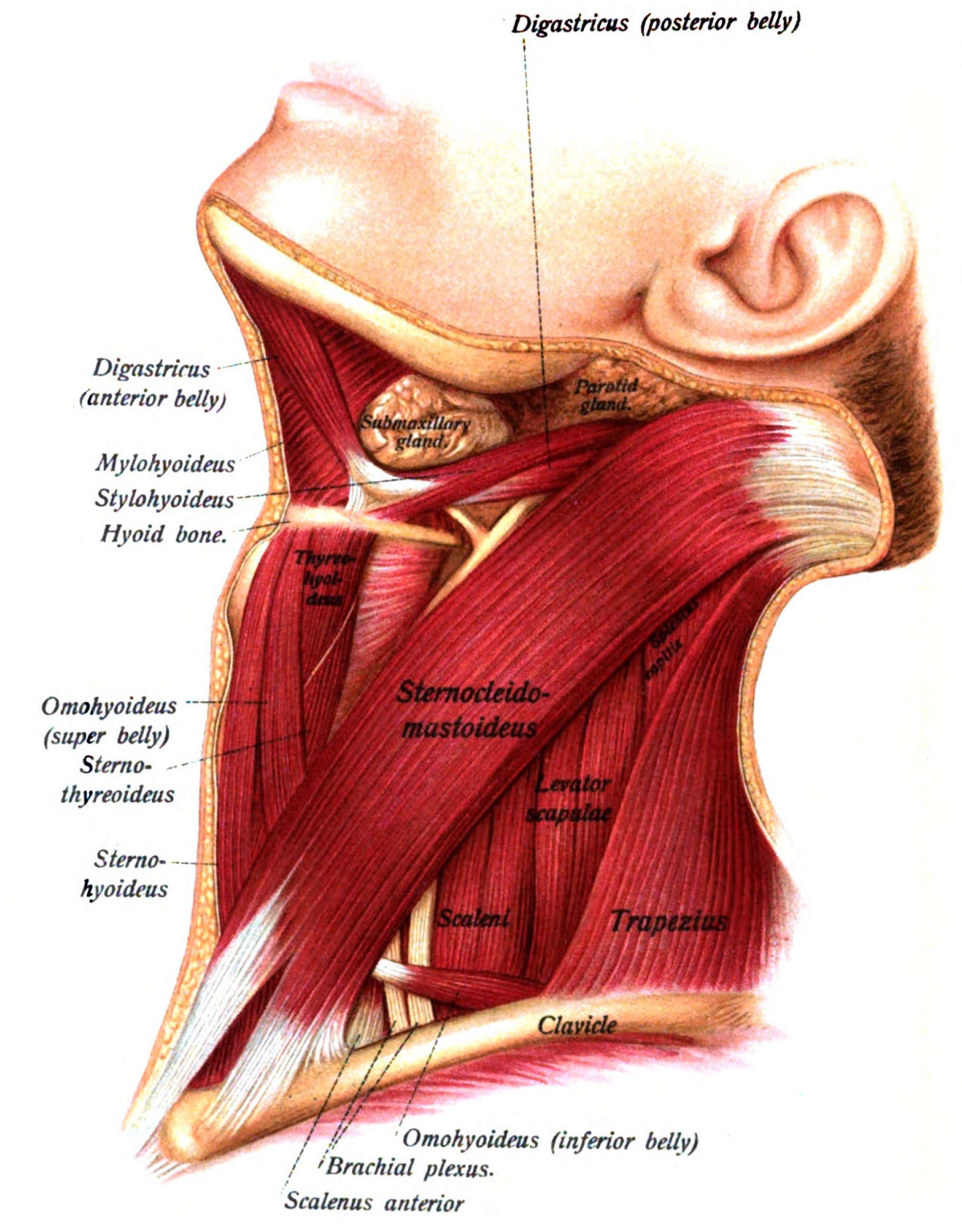
Vista lateral.
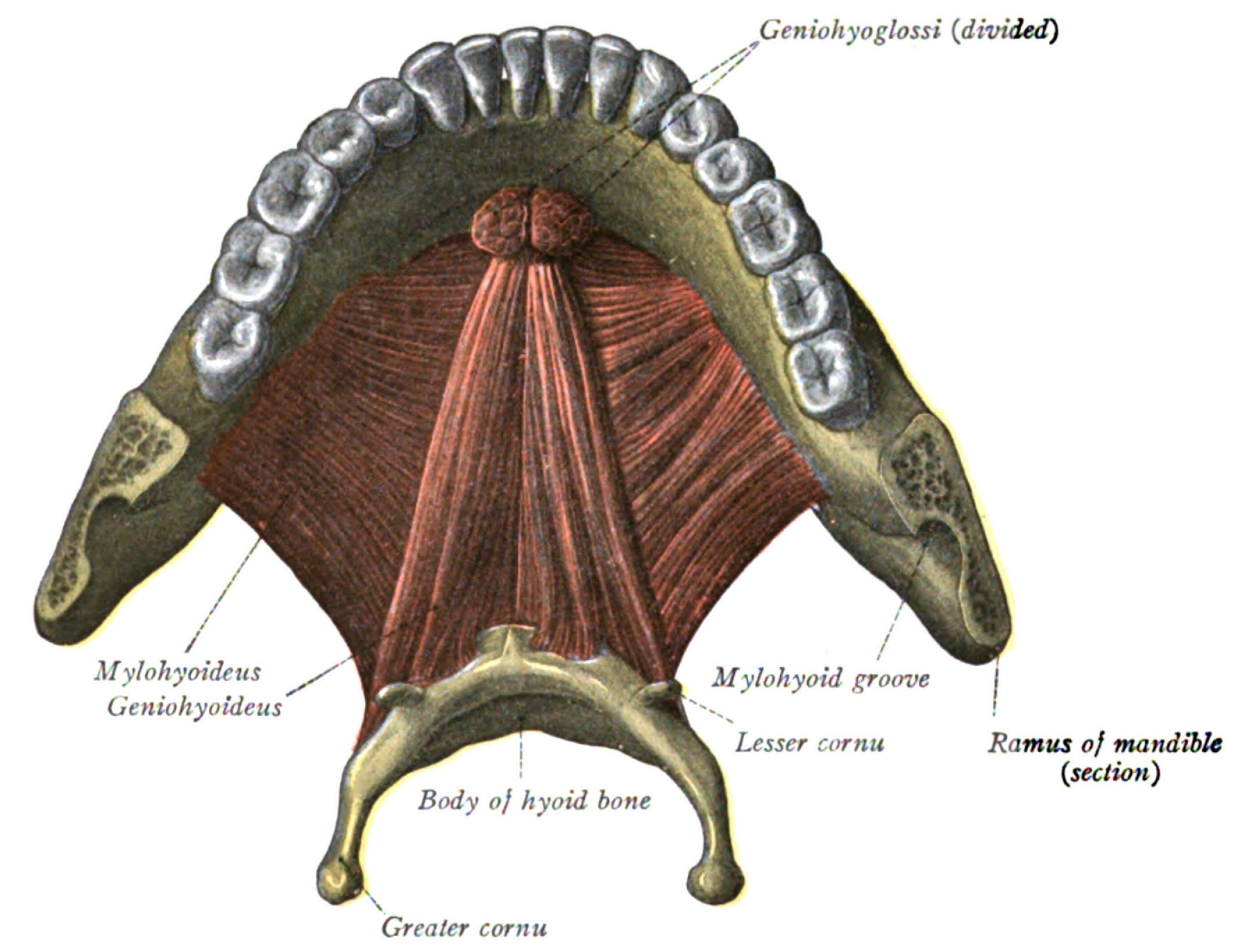
Vista superior.
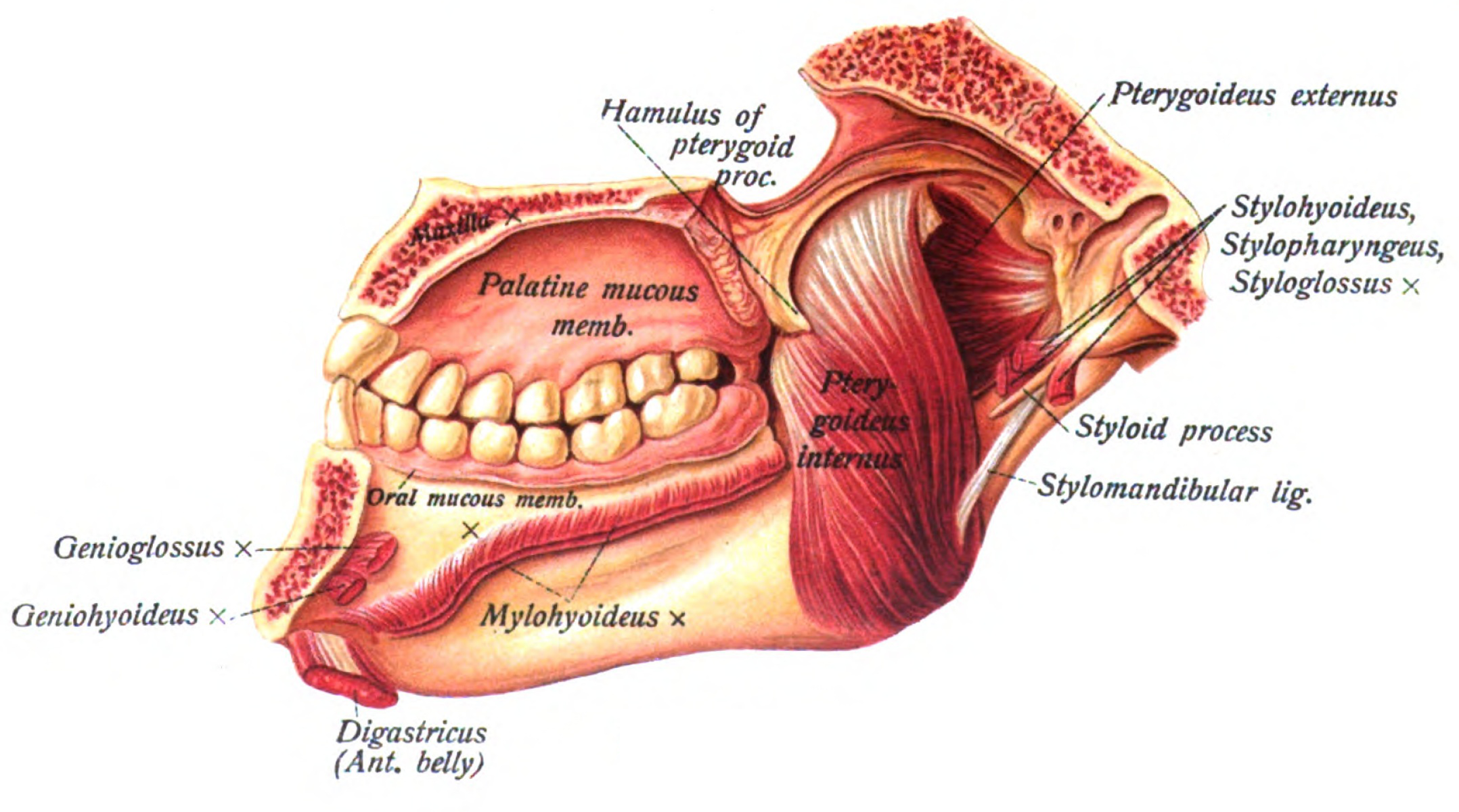
Vista medial.
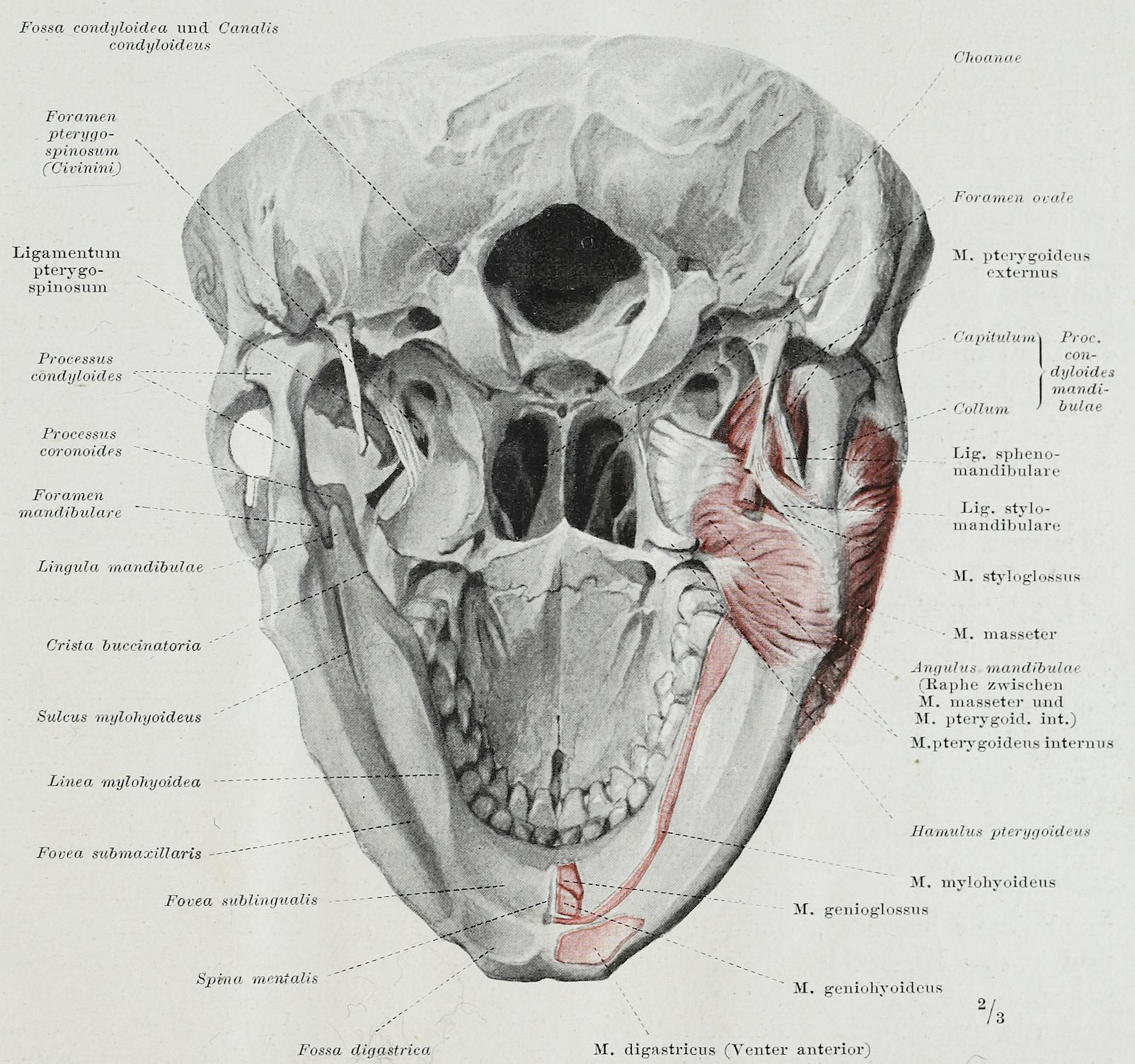
L'origen del múscul milohioidal. Vista inferior.
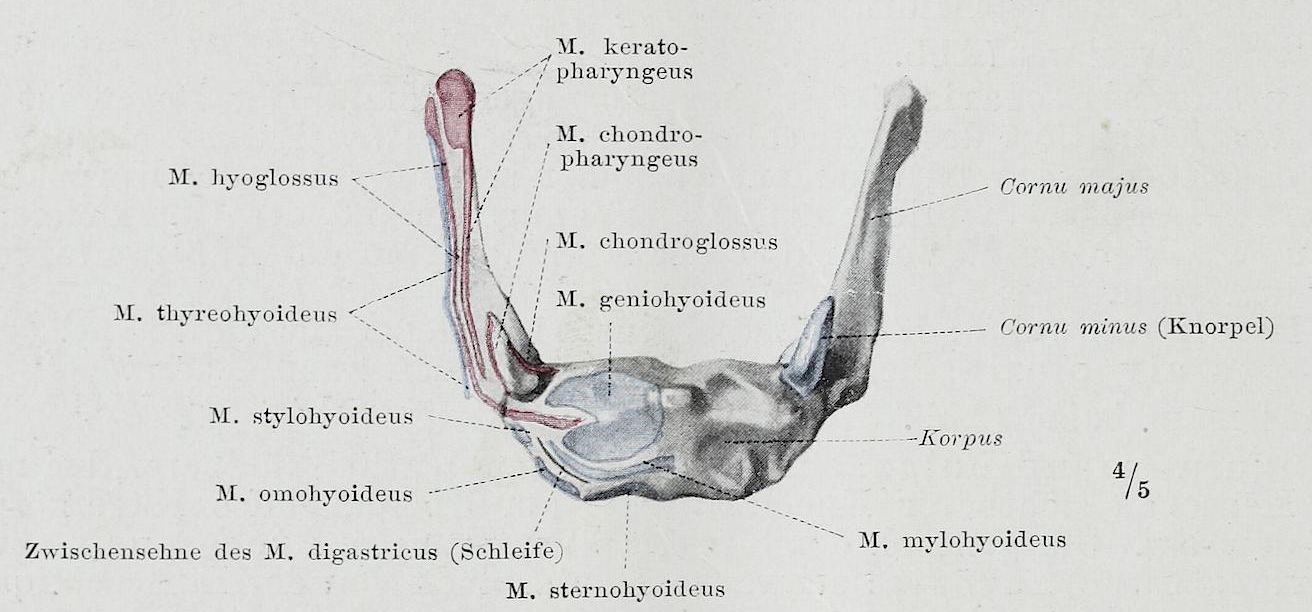
La inserció del múscul milohioidal en l'os hioide.
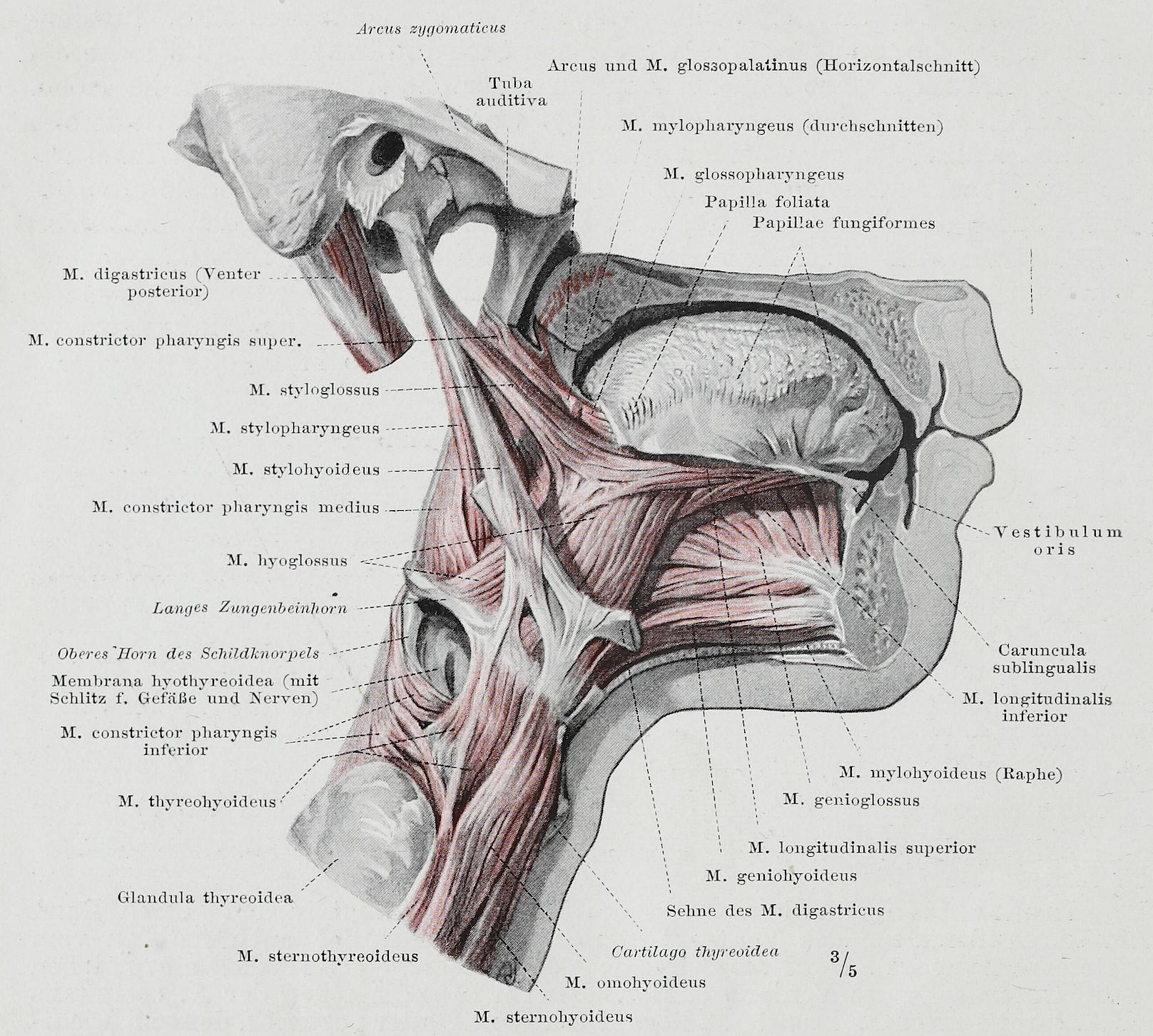
Vista medial.